# Cuauhtémoc (Cidade do México)
Cuauhtémoc é uma demarcação territorial da Cidade do México, situada na parte norte da capital mexicana. Possuía em 2015 uma população de 532.553 habitantes, distribuída em uma área de 33 km². Faz fronteira com Azcapotzalco e Gustavo A. Madero a norte; com Benito Juárez e Iztacalco a sul; com Miguel Hidalgo a oeste; e com Venustiano Carranza a leste.
A demarcação recebeu seu nome em homenagem a Cuauhtémoc, o último tlatoani asteca de Tenochtitlán. Cuauhtémoc assumiu a gestão de Tenochtitlán em 1520, um ano antes da captura da cidade por Hernán Cortés e suas tropas. O nome Cuauhtémoc é derivado dos vocábulos náuatles Cuauhtli e temoc, que combinados significam ataque da águia, podendo também ser interpretado como sol se pondo.

## Transportes

### Metrô da Cidade do México
Cuauhtémoc é atendida pelas seguintes estações do Metrô da Cidade do México:
- Allende
- Balderas
- Bellas Artes
- Buenavista
- Centro Médico
- Chabacano
- Chapultepec
- Chilpancingo
- Cuauhtémoc
- Doctores
- Garibaldi-Lagunilla
- Guerrero
- Hidalgo
- Hospital General
- Insurgentes
- Isabel la Católica
- Juárez
- La Viga
- Lagunilla
- Lázaro Cárdenas
- Misterios
- Niños Héroes
- Obrera
- Patriotismo
- Pino Suárez
- Revolución
- Salto del Agua
- San Antonio Abad
- San Cosme
- San Juan de Letrán
- Sevilla
- Tepito
- Tlatelolco
- Zócalo

### Trem Suburbano do Vale do México
Em Cuauhtémoc, situa-se a Estação Buenavista do Trem Suburbano do Vale do México, uma das estações terminais do Sistema 1. Nela, é possível fazer conexão com a Estação Buenavista do Metrô da Cidade do México.